# 許水彬
許水彬（1956年3月4日—）為台灣政治人物，民主進步黨黨員，台中縣大雅鄉（今臺中市大雅區）出生，曾任第一屆臺中市議會(直轄市)議員。

## 學歷
- 大明國小畢業
- 大雅國中畢業
- 沙鹿高工畢業[1]
- 南亞工業專科學校畢業
- 政戰學校政戰士結業
- 逢甲大學國貿班結業
- 東海大學環保班結業

## 經歷
- 天一染織廠技工
- 民興紡織公司主管
- 享昌實業有限公司負責人[2]
- 受昌飯店備品公司負責人
- 台中縣議會第十五屆、十六屆縣議員

## 政策
| 屆別                          | 政見 | 備註 |
| 臺中市議會(直轄市)議員 第一屆 | 一、配合民主進步黨中央黨部政策推行之事項努力完成。 二、做好選區潭子、神岡、大雅選民的區公所、村里的劃分需求達成目標。 三、完成潭雅神的住宅土地重劃，讓人民獲得最大分配利益。 四、讓市區的主要道路一定要開通到神岡大甲溪旁。 五、市區公車在數個月內通往偏遠需要的地方，方便通勤。 六、讓現有的公園預定地及早建設完成。 七、讓道路能平坦路平常在，不要有隨意挖路工程。 八、使地方低漥地區不再有水災發生。 九、貫穿高速公路的縣市養護道路皆能通行消防車。 十、符合民眾的需求和陳情案件馬上處理，設法完成。 |      |

## 資料來源
1. ↑  .   [2011-11-09]. （原始内容存档于2014-01-05）.
2. ↑  .   [2012-02-22]. （原始内容存档于2016-03-04）.
3. ↑  .   [2012-01-29]. （原始内容存档于2010-12-01）.
4. ↑  許水彬議員關心警察局大雅分局設置案 胡市長期盼今年底可以解決[永久]

## 外部連結
- 台中市議會議員介紹 （页面存档备份，存于）